# Weverton
Weverton Pereira da Silva, mer känd som endast Weverton, född 13 december 1987, är en brasiliansk fotbollsmålvakt som spelar för Palmeiras.

## Landslagskarriär
I juli 2016 blev Weverton uttagen i Brasiliens OS-lag till Olympiska sommarspelen 2016 som ersättare till skadade Fernando Prass. I finalen mot Tyskland räddade Weverton en straff av Nils Petersen, vilket hjälpte Brasilien vinna OS-guld. Den 26 januari 2017 debuterade Weverton för Brasiliens A-landslag i en 1–0-vinst över Colombia.
I november 2022 blev Weverton uttagen i Brasiliens trupp till VM 2022.